# 113626 Centorenazzo
113626 Centorenazzo este o planetă minoră (asteroid) din centura de asteroizi. A fost descoperită pe 4 octombrie 2002 la  de . 
Obiectul prezintă o orbită caracterizată de o semiaxă mare de 2,9925181432748 UAi, o excentricitate de 0,054341773858223, o înclinație de 1,2536211775745 ° în raport cu ecliptica.